# Mondriaan-Klasse
Die Schiffe der Mondriaan-Klasse, auch Blue Star M-Klasse, zählten bei ihrer Indienststellung ab 2004 zu den weltweit größten Containerschiffen. Es werden 245 t Treibstoff/Tag verbraucht, die Reisegeschwindigkeit ist 24,5 Knoten. Vollgeladen trägt das Schiff 8'400 Container, 65'000 bis 70'000 Tonnen Fracht.

## Geschichte
Die Baureihe wurde ab Dezember 2004 bis 2007 in einer Auflage von acht Schiffen von der japanischen Werft Ishikajima-Harima Heavy Industries in Kure abgeliefert. Auftraggeber der Baureihe war die in Hamburg ansässige Reederei Blue Star, damals eine Tochtergesellschaft der Royal P&O Nedlloyd, ab 2005 zur Maersk-Gruppe gehörend und seit 2009 Teil der Reederei Komrowski, bei der die Schiffe bis heute in Fahrt sind. Alle Schiffe der Klasse werden im Liniendienst zwischen Europa und Ostasien eingesetzt.

## Technik
Die M-Klasse-Schiffe zählen zu den Post-Panamax-Containerschiffen und verfügen über eine Stellplatzkapazität von 8450 TEU (6105 TEU/homogen 14 tons) und 700 Kühlcontaineranschlüsse. Die beim Germanischen Lloyd klassifizierten Schiffe können 17 Container querschiffs und insgesamt 13 Lagen übereinander stauen. Die verwendeten Common-Rail-Hauptmotoren zählten seinerzeit zu den leistungsfähigsten Dieselmotoren auf dem Markt. Der Motor liefert 61'900 kW, der durchschnittliche Treibstoffverbrauch ist 245 t/Tag, ca. 2 Seemeilen pro Tonne. Alle 8 Wochen werden 8'500 Tonnen Treibstoff getankt. Die Tonne kostete 2006 300 USD, 3 Mio. USD alle 8 Wochen.
Das Schiffsbordnetz ist ein Mittelspannungsnetz mit 6600 V (Niederspannung 450 V) und wird von 4 Dieselgeneratoren mit jeweils 4585 kVA versorgt, für den Notbetrieb ist ein Notdieselgenerator mit rund 400 kVA vorgesehen.
Die Brücke ist nach dem Rational Ship Design (RSD) des Germanischen Lloyd als Schiffsführungszentrale für den Einmannbetrieb ausgelegt.

## Vorkommnisse
Die P&O Nedlloyd Mondriaan verlor im Frühjahr 2006 kurz hintereinander 58 und 50 Container durch Schlechtwetter.

## Die Schiffe
Es wurden acht baugleiche Schiffe der Bauserie vom Stapel gelassen:
| Mondriaan-Klasse  | Mondriaan-Klasse | Mondriaan-Klasse | Mondriaan-Klasse   | Mondriaan-Klasse | Mondriaan-Klasse                              | Mondriaan-Klasse | Mondriaan-Klasse |
| Schiffsname       | Baunummer        | IMO-Nummer       | Ablieferung        | Auftraggeber     | Spätere Namen                                 | Verbleib         |                  |
| ----------------- | ---------------- | ---------------- | ------------------ | ---------------- | --------------------------------------------- | ---------------- | ---------------- |
| Mondriaan Star    | 3191             | 9289922          | 14. Dezember 2004  | Blue Star        | 2004 P&O Nedlloyd Mondriaan, 2006 Maersk Sana | in Fahrt         |                  |
| Manet Star        | 3192             | 9289934          | 23. Mai 2005       | Blue Star        | P&O Nedlloyd Manet, 2006 Maersk Santana       | in Fahrt         |                  |
| Michelangelo Star | 3193             | 9289946          | 15. Juni 2005      | Blue Star        | P&O Nedlloyd Michelangelo, 2006 Maersk Sarnia | in Fahrt         |                  |
| Miro Star         | 3194             | 9289958          | 15. September 2005 | Blue Star        | P&O Nedlloyd Miro, 2006 Maersk Sydney         | in Fahrt         |                  |
| Mahler Star       | 3200             | 9299927          | 30. März 2006      | Blue Star        | 2006 Maersk Seville                           | in Fahrt         |                  |
| Mendelssohn Star  | 3201             | 9299939          | 31. Mai 2006       | Blue Star        | 2006 Maersk Sheerness                         | in Fahrt         |                  |
| Menotti Star      | 3202             | 9308637          | 20. Juni 2007      | Blue Star        | 2007 Maersk Sofia                             | in Fahrt         |                  |
| Monteverdi Star   | 3203             | 9308649          | 30. August 2007    | Blue Star        | 2007 Maersk Singapore                         | in Fahrt         |                  |